# Eric Hultén
Eric Hultén, né le 18 mars 1894 à Halla (Södermanland) et mort le 1er février 1981, est un botaniste suédois, spécialiste de phytogéographie.

## Biographie
Hultén obtient en 1931 son doctorat de troisième cycle (appelé Lizenziat) de l'université de Stockholm et son doctorat d'État en 1937 de l'université de Lund. Il étudie dans sa thèse la Béringie, passage entre l'Asie et l'Amérique du Nord pendant la période glaciaire.
De 1945 à 1961, il est professeur de botanique et directeur de la section botanique du Muséum suédois d'histoire naturelle. En 1953, il est élu à l'Académie royale des sciences de Suède.
Le professeur Hultén parcourt tout au long de sa carrière les Scandes et fait plusieurs voyages en Sibérie et au Kamtchatka (1920 et 1922), ainsi que dans les îles Aléoutiennes et en Alaska (1932). Il publie ensuite des atlas botaniques et des comptes rendus de ses voyages et des espèces rencontrées.
Il publie ses Mémoires en 1973. Son fils, Pontus Hultén (1924-2006), est un professeur d'histoire de l'art réputé en Suède et qui fut le premier directeur du Musée national d'Art moderne du Centre Georges-Pompidou.

## Quelques publications
- (en) Flora of Kamtchatka and the adjacent Islands,. I : Pteridophyta, Gymnospermae and Monocotyledonae ; II : Dicotyledoneae, Salicaceae, Cruciferae, Almquist & Wiksell, Stockholm, 1928.
- (de) Vegetationsbilder: Süd-Kamtchatka, Gustav Fischer, Jena, 1932.
- (en) History of Artic and Boreal Biota, 1937
- (sv) Atlas över växternas utbredning i Norden: fanerogamer och ormbunksväxter, Generalstabens Litografiska Anstalt, Stockholm, 512 pp., 1950
- (sv) Vår svenska flora i färg: Jämte ett urval växter från de nordiska grannlanderna, Svensk Litteratur, Stockholm, 1958.
- (en) Amphi-atlantic plants and their phytogeographical connections, Kungl. Svenska Vetenskapsakademiens, Handlingar, 7(1), 1958
- (en) Flora of the Aleutian Islands and westernmost Alaska Peninsula with notes on the flora of Commander Islands, J. Cramer, Weinheim, 1960.
- (en) Comments on the flora of Alaska and Yukon, Almquist & Wiksell, Stockholm, 1967.
- (en) History & evolution of the Artic Flora in the footsteps of Alaska and Neighboring Territories. A manual of the vascular plants, Stanford, 1968.
- (en) The Circumpolar plants: Dicotyledons, Almquist & Wiksell, Stockholm, 1970.
- (en) The Circumpolar plants: Vascular Cryptogams, conifers, Monocotyledons, Almquist & Wiksell, Stockholm, 1970.
- (en) Atlas of the distribution of Vascular Plants in NW Europe, 1971
- (en) The Plant cover of Southern Kamtchatka, Almquist & Wiksell, Stockholm, 1972.
- (sv) Men roligt har det varit, Mémoires, 1973

## Hommages
- Angelica hultenii (Fernald) Hiroe[1]
- Arctanthemum hultenii (Á.Löve & D.Löve) Tzvelev[2]
- Artemisia hultenii Maximova[3]
- Erigeron hultenii Spongberg[4]
- Saussurea hultenii Lipsch.[5]
- Taraxacum hultenii Dahlst.[6]
- Stellaria hultenii B.Boivin[7]
- Sedum hultenii Fröd.[8]

## Source
- (de) Cet article est partiellement ou en totalité issu de l’article de Wikipédia en allemand intitulé « Eric Hultén » (voir la liste des auteurs).